# Akira Itō
Pour les articles homonymes, voir Akira.
Œuvres principales
Première œuvre : Yu-Gi-Oh!
Autres ouvrages :
- FANG
- Yu-Gi-Oh! R
- Cardfight!! Vanguard

Akira Itō (伊藤 彰, Itō Akira) est un dessinateur japonais de manga. Il a publié chez l'éditeur Shūeisha et a travaillé sur la série Yu-Gi-Oh! R en tant que dessinateur, laissant le scénario au créateur de Yu-Gi-Oh!, Kazuki Takahashi dont il a été l'assistant. Il a également travaillé avec Yoshihiro Takahashi pour créer le livre FANG. Actuellement il travaille pour le studio TMS Entertainment sur Cardfight!! Vanguard.

## Œuvres
- 1996 - 2004 : Yu-Gi-Oh!, série à grand succès (38 tomes) en tant qu'assistant/illustrateur.
- 1998 : FANG aux côtés de Yoshihiro Takahashi.
- 2004 - 2008 : Yu-Gi-Oh! R, spin off de Yu-Gi-Oh! (5 tomes).
- 2010 - en cours : Cardfight!! Vanguard (anime du studio TMS Entertainment), créé avec Satoshi Nakamura et Bushiroad.